# Anthony Marriott
Pour les articles homonymes, voir Marriott.
Anthony Marriott, né le 17 janvier 1931 à Londres et mort le 17 avril 2014 à Londres, est un dramaturge britannique et auteur. Il a créé la série télévisée Public Eye avec Roger Marshall.